# Заросляк рудоголовий
Заросляк рудоголовий (Atlapetes rufigenis) — вид горобцеподібних птахів родини Passerellidae. Ендемік Перу. Апуримацький заросляк іноді вважається його підвидм.

## Опис
Довжина птаха становить 17,5 см. Голова бура, на лобі і під дзьобом білі смужки. Верхня частина тіла темно-сіра. Горло біле, нижня частина тіла білувата, груди і боки світло-сірі.

## Поширення і екологія
Рудоголовий заросляк є ендеміком Перуанських Анд. Мешкає в долині річки Мараньйон, від південної Кахамарки до Уануко і Анкаша. Живе в гірських тропічних і субтропічних лісах і чагарниках на висоті 2750-4000 м над рівнем моря.

## Збереження
МСОП вважає стан збереження рудоголового заросляка близьким до загрозливого. Основною загрозою є знищення природного середовища.